# Somos Iglesia
Somos Iglesia es un movimiento que aboga por cambiar las enseñanzas y las estructuras de responsabilidad y autoridad de la Iglesia Católica. Se originó en Austria, Alemania y Tirol del Sur de habla alemana, en 1995 bajo el título Wir sind Kirche y se organizó como una asociación internacional en 1996.
Ha descrito a Hans Küng como el padre espiritual de las iniciativas que llevaron a la fundación de We Are Church.

## Organización
La asociación está compuesta por grupos en varios países y no acepta miembros individuales. En su sitio web se proporciona una lista de sus contactos de medios nacionales, con direcciones de correo electrónico y, en algunos casos, números de teléfono.

## Objetivos
El movimiento adoptó en 1997 un manifiesto que presentaba cinco demandas:
1. La construcción de una Iglesia de hermanos y hermanas que reconozca la igualdad de todos los bautizados, incluida la inclusión del Pueblo de Dios en la elección de obispos en sus iglesias locales.
2. Igualdad de derechos para hombres y mujeres, incluida la admisión de mujeres en todos los ministerios de la Iglesia.
3. Libre elección de vida célibe o conyugal para todos aquellos que se dedican al servicio de la iglesia.
4. Actitud positiva hacia la sexualidad y reconocimiento de la conciencia personal en la toma de decisiones.
5. Un mensaje de alegría y no de condena, incluido el diálogo, la libertad de expresión y de pensamiento. Sin anatemas ni exclusión como medio para resolver problemas, especialmente en lo que se refiere a los teólogos.[4][5]

## Iniciativas
En 2006, la asociación alemana publicó 79 tesis de diferentes autores, que incluían "Dios no es todopoderoso", "Jesucristo no debe ser visto como Señor", "María no era virgen cuando nació Jesús" y "La santa iglesia católica no es santa ni católica".
El 4 de junio de 2008, en respuesta a un decreto de la Congregación para la Doctrina de la Fe que declaró sujeto a una excomunión cuyo levantamiento estaba reservado a la Santa Sede quien intentara conferir órdenes sagradas sobre una mujer, el movimiento internacional emitió una declaración bajo el título, "Jesucristo no ordenó a hombres o mujeres al sacerdocio ministerial, sino que se cuidaran y nutrieran unos a otros como hermanos y hermanas". En julio del mismo año, felicitó a la " Iglesia Anglicana" por su intención de consagrar a las mujeres como obispos y declaró su pesar por "la actitud no cristiana del alto clero del Vaticano que, una vez más, usurpando su misión, ha salido a criticar a nuestros hermanos y hermanas anglicanos por la decisión”.
En 2017, la asociación apoyó la  Bendición de los matrimonios entre personas del mismo sexo.

## Excomunión de una fundadora
El 22 de marzo de 2014, el Tiroler Tageszeitung publicó una entrevista con Martha Heizer, presidenta y cofundadora del movimiento internacional, y su esposo, en la que declararon que habían sido informados de que, de conformidad con el canon 1378 §2, fueron excomulgados a causa de sus "celebraciones eucarísticas privadas" sin sacerdotes.